# 4645 Tentaikojo
A 4645 Tentaikojo (ideiglenes jelöléssel 1990 SP4) a Naprendszer kisbolygóövében található aszteroida. Fudzsii Tecuja és Vatanabe Kazuró fedezte fel 1990. szeptember 16-án.